# 莱镇 (卢瓦尔省)
莱镇（法語：Lay）是法国卢瓦尔省的一个市镇，属于罗阿讷区（Roanne）圣桑福里安德莱县（Saint-Symphorien-de-Lay）。该市镇总面积12.85平方公里，2009年时的人口为713人。

## 人口
莱镇人口变化图示